# Savanté Stringfellow
Savanté Stringfellow (* 11. Juni 1978 in Jackson, Michigan) ist ein US-amerikanischer Weitspringer.

## Sportliche Erfolge
Stringfellow nahm an den Olympischen Spielen 2000 in Sydney teil, verpasste aber als Neunter das Finale.
Im folgenden Jahr gewann er bei den Weltmeisterschaften in Edmonton hinter Iván Pedroso die Silbermedaille mit 8,24 m. Bei den Weltmeisterschaften 2003 in Paris blieb Stringfellow mit Rang 8 ohne Medaille. Im Jahr 2004 wurde er bei den Hallenweltmeisterschaften in Budapest Weltmeister mit 8,40 m.
Von 2000 bis 2004 war Stringfellew nationaler Hallenmeister im Weitsprung, 2001 und 2002 gewann er ebenfalls die nationalen Freiluft-Meisterschaften.

## Besonderheiten
Stringfellow war 2002 weltbester Weitspringer. Seine Bestleistungen im Hochsprung (2,14 m) und im 200-Meter-Lauf (20,66 s) weisen ihn als vielseitigen Leichtathleten aus.

## Bestleistungen
- Freiluft: 8,52 m (2002)
- Halle: 8,41 m (2004)

## Sonstiges
Bei einer Körpergröße von 1,90 m beträgt sein Wettkampfgewicht 84 kg.